# زلزال بوهانغ 2017
زلزال بوهانغ 2017 هو زلزال ضرب مدينة بوهانغ في مقاطعة غيونغسانغ الشمالية في كوريا الجنوبية نهار الأربعاء 15 تشرين الثاني 2017 بقوة وصلت إلى 5.4 على مقياس درجة العزم.

## الأضرار والأصابات
أدى الزلزال إلى إصابة 57 شخصا وتشريد 1536 آخرين.